# Linkscontinue functie

Functie is in linkscontinu.

Een functie {\displaystyle f:\mathbb {R} \to \mathbb {R} } heet linkscontinu in het punt {\displaystyle x_{0}} als:
{\displaystyle \lim _{x\uparrow x_{0}}f(x)=f(x_{0})},
dus als de linkerlimiet in het punt {\displaystyle x_{0}} bestaat en gelijk is aan de functiewaarde in {\displaystyle x_{0}}.
Een functie die in een punt continu is, is daar ook linkscontinu. Een rechtscontinue functie wordt op dezelfde manier gedefinieerd. Een functie die in een punt links- of rechtscontinu is, is in dat punt ook half-continu van beneden of half-continu van boven. Het gaat bij dit verschil om punten, waar een functie van waarde verspringt. Bestaat daar juist de rechterlimiet, dan heet de functie dus rechtscontinu.  